# Popiele (Zaleszczyce)
Popiele – przysiółek wsi Zaleszczyce w Polsce, położony w województwie zachodniopomorskim, w powiecie gryfickim, w gminie Gryfice. Wchodzi w skład sołectwa Zaleszczyce.
W latach 1975–1998 przysiółek położony był w województwie szczecińskim.
W Popielu znajduje się przystanek kolei wąskotorowej.